# Pantar (Lanao del Norte)
Pantar is een gemeente in de Filipijnse provincie Lanao del Norte in het noorden van het eiland Mindanao. Bij de laatste census in 2007 had de gemeente bijna 16 duizend inwoners.

## Geografie

### Bestuurlijke indeling
Pantar is onderverdeeld in de volgende 21 barangays:
| - Bangcal - Bowi - Bubong Madaya - Cabasaran - Cadayonan - Campong - Dibarosan - Kalanganan East - Kalanganan Lower - Kalilangan - Lumba-Punod | - Pantao-Marug - Pantao-Ranao - Pantar East - Pitubo - Poblacion - Poona-Punod - Punod - Sundiga-Punod - Tawanan - West Pantar |

## Demografie
Pantar had bij de census van 2007 een inwoneraantal van 15.720 mensen. Dit zijn 2.894 mensen (22,6%) meer dan bij de vorige census van 2000. De gemiddelde jaarlijkse groei komt daarmee uit op 2,85%, hetgeen hoger is dan het landelijk jaarlijks gemiddelde over deze periode (2,04%). Vergeleken met de census van 1995 is het aantal mensen met 4.016 (34,3%) toegenomen.

De bevolkingsdichtheid van Pantar was ten tijde van de laatste census, met 15.720 inwoners op 70,4 km², 223,3 mensen per km².